# وال (ایستگاه رادیویی)
وال (۹۹٫۱ مگاهرتز) یک ایستگاه رادیویی تجاری FM است که از بینگهامتون نیویورک مجوز دارد. این ایستگاه قالب رادیویی کلاسیک راک را پخش می‌کند و متعلق به شرکت تانزاسکوِر مدیا می‌باشد. ایستگاه وال قدیمی‌ترین ایستگاه رادیویی FM در منطقه شهری بینگهامتون است؛ که وابسته به شبکه عظیم رادیویی نیویورک است.
استودیوها و دفاتر این ایستگاه در خیابان کورت در بینگهامتون هستند. فرستنده آن در جاده اینگراهام هیل، در میان برج‌های تلویزیونی محلی و ایستگاه FM محلی قرار دارد.